# Killah (canção de Lady Gaga)
"Killah" é uma canção da cantora e compositora norte-americana Lady Gaga, com participação do produtor francês Gesaffelstein, presente no álbum de estúdio Mayhem (2025). A canção foi coescrita e coproduzida por Gaga, Andrew Watt, Cirkut e Gesaffelstein. Destaca-se por sua sonoridade industrial com influências de electro-funk, mesclando elementos de rock alternativo, techno sombrio e synth-pop.

## Produção e composição

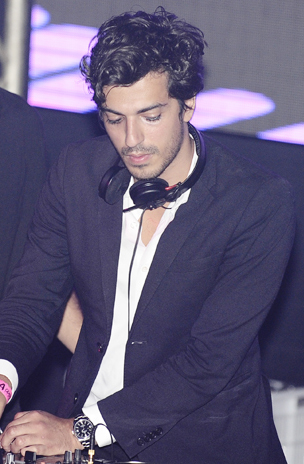
Gesaffelstein é um artista de destaque na faixa.

Lady Gaga coescreveu e coproduziu "Killah" ao lado de Andrew Watt, Cirkut e Gesaffelstein. A gravação da faixa ocorreu no Shangri-La Studios, em Malibu, Califórnia, com Paul Lamalfa como engenheiro principal. Marco Sonzini contribuiu com engenharia adicional, enquanto Tyler Harris atuou como assistente de engenharia. A mixagem foi realizada por Serban Ghenea no Mixstar Studios, em Virginia Beach, Virgínia, e a masterização ficou a cargo de Randy Merrill no Sterling Sound Studios, em Edgewater, Nova Jersey.
Gaga, Watt e Cirkut tocaram teclado; Chad Smith foi responsável pela bateria; já Cirkut e Gesaffelstein manipularam sintetizadores e assinaram a programação de bateria e baixo. Watt também executou a guitarra elétrica. Bryce Bordone trabalhou como assistente de mixagem e Marc VanGool como técnico de estúdio.
"Killah" combina a estética industrial e sombria característica de Gesaffelstein com a abordagem maximalista de Mayhem. A canção abrange os gêneros electro-funk, industrial e dance, sendo comparada ao som de David Bowie, Nine Inch Nails e Prince devido ao uso de sintetizadores densos, baixo pesado e ritmos eletrônicos agressivos.
Em termos de estrutura, a faixa se desenvolve com o que alguns veículos descreveram como “uma batida hipnótica”, apresentando versos sussurrados que gradualmente se intensificam até culminar em um refrão de alta energia. Diversas críticas observaram que a influência de Gesaffelstein na produção torna-se particularmente evidente na segunda metade da canção, onde a instrumentação se transforma em um interlúdio techno distorcido, antes de retornar ao refrão com ainda mais impacto.
A letra de "Killah" explora um jogo perigoso de sedução, com Gaga incorporando o papel de uma femme fatale, alternando entre tons sedutores e ameaçadores. A canção utiliza metáforas de poder, desejo e destruição, sugerindo que a protagonista é ao mesmo tempo irresistível e letal. Alguns críticos interpretaram a letra como uma representação da força e autonomia feminina, destacando como Gaga assume o controle da narrativa em vez de ser apenas o objeto de desejo.
Gaga descreveu "Killah" como uma de suas faixas favoritas do álbum e destacou sua colaboração com Gesaffelstein, chamando-o de a força criativa por trás da produção. Em uma entrevista à Rolling Stone, ela afirmou que foi uma das canções que mais a tirou da zona de conforto durante as gravações do álbum, dizendo:
 "Eu amo a produção de *Killah*. O único instrumento ao vivo de todo o álbum é a guitarra, e é muito divertido. Ela tem tanta confiança. Eu nunca tinha trabalhado com um ritmo e groove como esse antes. A verdade é que nem sempre sou tão confiante. Sou alguém que pode se sentir profundamente insegura, mas nessa faixa, é como se eu estivesse no meu auge. E isso faz parte da jornada de *Mayhem* como uma grande noite. Se você pensar no álbum como uma noite completa, este é o momento em que você se sente no topo do mundo." 

## Recepção crítica
"Killah" foi destacada como uma das faixas de destaque de Mayhem por vários jornalistas. Steven J. Horowitz, da Variety, descreveu-a como "uma faixa ousada e confiante", destacando sua fusão de electro-funk e techno industrial. Stephen Daw, da Billboard, observou que a colaboração com Gesaffelstein "eleva a canção a outra dimensão, com um interlúdio que nos transporta para uma boate em Berlim." CJ Thorpe-Tracey, do The Quietus, considerou-a uma homenagem ao som de Prince, enfatizando "a mistura de sensualidade e perigo na performance de Gaga." India Block, do Evening Standard, elogiou sua combinação sonora, chamando-a de "divertida e cruel." O Vulture chamou-a de "uma alegria absoluta", onde "todos claramente estavam se divertindo horrores ao fazer isso", acrescentando que Gaga estava em seu momento "mais bobo" desde o lançamento de "Applause" (2013).
The Guardian, de Alexis Petridis, afirmou que "Killah" se destaca dentro do álbum por suas "mudanças de produção inesperadas." Neil Z. Yeung, do AllMusic, destacou a faixa como um dos melhores momentos do disco, descrevendo-a como "uma colaboração com Gesaffelstein que combina a influência de Bowie e Prince com a intensidade de St. Vincent]] ou [[Trent Reznor." David Cobbald, da The Line of Best Fit, mencionou que, embora a produção fosse ambiciosa, ela não atingia a profundidade do trabalho anterior de Gesaffelstein com The Weeknd.

## Desempenho comercial
Após o lançamento de Mayhem, "Killah" estreou na posição 96 da Billboard Global 200 na parada datada de 22 de março de 2025. Nos Estados Unidos, a canção entrou na Billboard Hot 100 na posição 93, enquanto alcançou o 8.º lugar na parada Hot Dance/Pop Songs. No Canadá, estreou na 87.ª posição da Canadian Hot 100, enquanto no Reino Unido entrou na UK Streaming Chart na posição 82.

## Performances ao vivo
Em 8 de março de 2025, Gaga apresentou "Killah" ao vivo pela primeira vez no Saturday Night Live, como parte de sua 50ª temporada, junto com "Abracadabra". A apresentação começou nos corredores do Estúdio 8H, onde Gaga e seus dançarinos interagiram com as câmeras de segurança antes de voltar ao palco principal. Para a performance, ela usou um traje roxo, aparentemente como uma homenagem a Prince, uma das principais influências da música. A Variety descreveu a performance como "uma das mais frenéticas e imersivas" dela, enquanto Rolling Stone elogiou sua "intensidade transbordante" e o estilo funk que fez a música "soar como um clássico instantâneo." A AOL afirmou que a performance capturou "o espírito caótico e teatral" do álbum, solidificando a música como "uma favorita dos fãs poucos dias após seu lançamento." O Vulture achou a performance "inesquecível", com Gaga "se esgueirando pelos corredores do Estúdio 8H como uma mulher possuída."
Um mês depois, Gaga apresentou "Killah" em sua apresentação no Coachella 2025, usando um collant azul e preto brilhante, combinado com um dramático casaco azul com babados. Durante a primeira semana do Coachella, ela foi acompanhada no teclado por Gesaffelstein, que apareceu no palco usando seu traje preto elegante e uma máscara cromada brilhante. Gaga fez uma pausa para dançar rapidamente com ele antes de caminhar pelo palco, onde tocou uma bateria elevada por seus dançarinos.

## Equipe e colaboradores
Os créditos são adaptados das notas do encarte de Mayhem.
- Lady Gaga – compositora, produtora, vocais principais, vocais de apoio, teclados
- Andrew Watt – compositor, produtor, guitarra elétrica, teclados
- Cirkut – compositor, produtor, sintetizador, teclados, programação de bateria, programação de baixo
- Gesaffelstein – compositor, produtor, sintetizador, programação de bateria, programação de baixo
- Chad Smith – bateria
- Paul Lamalfa – engenheiro de gravação
- Serban Ghenea – engenheiro de mixagem
- Randy Merrill – engenheiro de masterização
- Marco Sonzini – engenheiro adicional
- Tyler Harris – engenheiro assistente
- Bryce Bordone – engenheiro assistente de mixagem
- Marc VanGool – técnico de estúdio

## Charts
| Paradas (2025)                     | Melhor posição |
| ---------------------------------- | -------------- |
| Canadá (Canadian Hot 100)          | 87             |
| France (SNEP)                      | 194            |
| Mundo (Billboard Global 200)       | 95             |
| Greece International (IFPI)        | 73             |
| Portugal (AFP)                     | 136            |
| UK Streaming (OCC)                 | 82             |
| Estados Unidos (Billboard Hot 100) | 93             |